# 最後の適当日記(仮)
『最後の適当日記（仮）』（さいごのてきとうにっき（かり））は、2024年に発売された高田純次による日記様の作品。発行元はダイヤモンド社。

## 概要
高田純次が、2008年に刊行された『適当日記』の続編として、喜寿を目前に、自身の遺言として発表。